# Itome (mitologia)
Itome (in greco antico: Ἰθώμη?) è un personaggio della mitologia greca, una ninfa che, insieme con la sorella Neda, avrebbe allevato di nascosto Zeus quando fu sottratto alla furia del proprio padre Crono.

## Storia
Secondo una tradizione messena riportata  da Pausania, Itome e Neda avrebbero nascosto la divinità nel monte Itome e lo avrebbero lavato nella sorgente Clepsidra. Il monte Itome, in Messenia, avrebbe preso il nome dalla nostra ninfa, mentre la sorella Neda avrebbe dato il nome al fiume.